# Valérie Bettencourt
 (février 2015).
Si vous disposez d'ouvrages ou d'articles de référence ou si vous connaissez des sites web de qualité traitant du thème abordé ici, merci de compléter l'article en donnant les références utiles à sa vérifiabilité et en les liant à la section « Notes et références ».
Valérie Bettencourt, née le 16 août 1961 à Paris, est une écrivaine, scénariste et comédienne française.[réf. nécessaire]

## Œuvres
- La dictature de la testostérone, éditions Premium, 2008.
- Les femmes de mes vies, éditions Premium, 2009.
- Sombre lagune, éditions du Préau, 2010.